# Macropsis venusta
Macropsis venusta är en insektsart som beskrevs av Alexander Fyodorovich Emeljanov 1964. Macropsis venusta ingår i släktet Macropsis och familjen dvärgstritar. Inga underarter finns listade i Catalogue of Life.